# Esperança (telenovela)
Esperança é uma telenovela brasileira produzida e exibida pela TV Globo de 17 de junho de 2002 a 14 de fevereiro de 2003, em 209 capítulos. Substituiu O Clone e foi substituída por Mulheres Apaixonadas, sendo a 62.ª "novela das oito" transmitida pela emissora. 
Teve a autoria de Benedito Ruy Barbosa, que escreveu até o capítulo 147, mas precisou se ausentar por problemas pessoais. Do capítulo 147 em diante, Walcyr Carrasco assumiu a autoria da trama até o final, contando com a colaboração de Edmara Barbosa, Edilene Barbosa e Thelma Guedes. A direção foi de Emilio Di Biasi e Marcelo Travesso, sob a direção geral de Carlos Araújo e Luiz Fernando Carvalho, também diretor de núcleo.
Contou com Reynaldo Gianecchini, Priscila Fantin, Maria Fernanda Cândido, Nuno Lopes, Oscar Magrini, Laura Cardoso, Gabriela Duarte e Ana Paula Arósio nos papéis centrais.

## Enredo
A história começa em 1930 em Civita, interior da Itália. Toni (Reynaldo Gianecchini) é um moço trabalhador, filho de Genaro (Raul Cortez) e Rosa (Eva Wilma), que é proibido pelo viúvo Giuliano (Antônio Fagundes) de viver um romance com sua filha, Maria (Priscila Fantin), por ele ser de família pobre. O casal planeja ir para o Brasil, aproveitando a onda de imigração sob a promessa de trabalho fértil, mas é impedido por Giuliano, fazendo com que Toni embarque sozinho e prometa voltar buscá-la em breve. Ao descobrir que está gravida, porém, Maria é obrigada a se casar com um homem mais velho, Martino (José Mayer), para não afetar sua reputação. Em São Paulo, Toni consegue trabalho com os judeus Ezequiel (Gilbert Stein) e Tzipora (Eliana Guttman), que o acolhem em sua casa e ajudam ele a se estabelecer, fazendo com que o rapaz acabe se envolvendo com a filha deles, a sedutora Camille (Ana Paula Arósio). Enquanto isso Martino e Maria tem que fugir para o Brasil após ele se envolver em conflitos políticos, que acabam culminando em sua morte assim que ele chega no país, deixando a moça viúva e livre para procurar seu verdadeiro amor. No entanto, Camille se mostra maquiavélica, fazendo de tudo para manter seu relacionamento com Toni e deixar Maria o mais longe possível custe o que custar.
Paralelamente há outras tramas, como de Nina (Maria Fernanda Cândido), operária da fábrica de Humberto (Oscar Magrini) e vítima constante do assédio dele, o que atrai a inveja de Eulália (Gisele Itié), amante do empresário que não aceita a obsessão dele por outra. Apaixonada pelo português Murruga (Nuno Lopes), ela se torna líder da greve dos operários por melhores condições de trabalho. Filhos dos humildes sitiantes Vincenzo (Othon Bastos) e Constancia (Araci Esteves), os irmãos Caterina (Simone Spoladore) e Marcello (Emílio Orciollo Netto) seguem a rivalidade dos pais com a poderosa fazendeira Francisca (Lúcia Veríssimo), uma viúva amarga que quer comprar suas terras para expandir seus negócios. Os dois acabam se apaixonando pelos filhos de Francisca, Mauricio (Ranieri Gonzalez) e Beatriz (Miriam Freeland), respectivamente, que estavam em busca de alfabetizar os moradores da região, causando um mau-estar nas famílias. As coisas se complicam ainda mais quando a fazendeira se casa com Farina (Paulo Goulart), um mau-caráter de olho em sua fortuna. Há ainda a prostituta Justine (Gabriela Duarte), que renega sua paixão pelo estudante de direito Marcos (Chico Carvalho) com medo de estragar sua reputação.

## Elenco
| Intérprete             | Personagem                    |
| ---------------------- | ----------------------------- |
| Reynaldo Gianecchini   | Antonio Tranquilli (Toni)     |
| Priscila Fantin        | Maria Frateschi Bonaldi       |
| Ana Paula Arósio       | Camille Schneider             |
| Raul Cortez            | Genaro Tranquilli             |
| Maria Fernanda Cândido | Nina Tranquilli               |
| Nuno Lopes             | José Manoel Antunes (Murruga) |
| Gabriela Duarte        | Justine                       |
| Chico Carvalho         | Marcos                        |
| Paulo Goulart          | Farina                        |
| Lúcia Veríssimo        | Francisca Moreira Alves       |
| Laura Cardoso          | Madalena Tranquilli           |
| Marcos Palmeira        | José Carlos Rufino (Zequinha) |
| Simone Spoladore       | Caterina Bonanza              |
| Ranieri Gonzalez       | Mauricio Moreira Alves        |
| Miriam Freeland        | Beatriz Moreira Alves         |
| Emílio Orciollo Netto  | Marcello Bonanza              |
| Oscar Magrini          | Humberto Montini              |
| Lígia Cortez           | Sílvia Montini                |
| Giselle Itié           | Eulália Hernandez             |
| Othon Bastos           | Vincenzo Bonanza              |
| Araci Esteves          | Constância Bonanza            |
| Gilbert Stein          | Ezequiel Schneider            |
| Eliana Guttman         | Tzipora Schneider             |
| Denise Del Vecchio     | Soledad Hernandez             |
| Otávio Augusto         | Manolo Hernandez              |
| Regina Dourado         | Mariusa                       |
| Jussara Freire         | Amália                        |
| Tatiana Monteiro       | Malu                          |
| Chica Xavier           | Rita                          |
| Cosme dos Santos       | Chiquinho Forró               |
| Jackson Antunes        | Zangão                        |
| Antônio Petrin         | Adolfo                        |
| José Victor Castiel    | Gaetano                       |
| John Herbert           | Jonathan                      |
| Luciana Braga          | Adelaide                      |
| Gracindo Júnior        | Miguel                        |
| Tadeu di Pietro        | Delegado Homero               |
| Mariz                  | Rafael                        |
| Thelmo Fernandes       | Rubens                        |
| Cláudio Galvan         | Bruno                         |
| Daniel Lobo            | Felipe                        |
| Noemi Gerbelli         | Vânia                         |
| Sheron Menezzes        | Júlia                         |
| Renata Soffredini      | Julieta                       |
| Mareliz Rodriguez      | Isabela                       |
| Thiago Afonso          | Martininho Frateschi Bonaldi  |

### Participações especiais
| Intérprete               | Personagem                   |
| ------------------------ | ---------------------------- |
| Fernanda Montenegro      | Luiza Frateschi Bonaldi      |
| Antônio Fagundes         | Giuliano Frateschi Bonaldi   |
| Eva Wilma                | Rosa Tranquilli              |
| Walmor Chagas            | Giuseppe Tranquilli          |
| José Mayer               | Martino Rizzo                |
| Beatriz Segall           | Antônia Antunes              |
| Luís de Lima             | Antônio Antunes              |
| Paulo Ricardo            | Samuel Stein                 |
| Pietro Mário             | Juiz Rodrigues               |
| Osmar Prado              | Jacobino                     |
| Gianfrancesco Guarnieri  | Pelegrini                    |
| José Augusto Branco      | Barão Marcílio Moreira Alves |
| Milton Gonçalves         | Matias                       |
| Álamo Facó               | Jorge                        |
| Cláudio Mendes           | Mário                        |
| Kenya Costta             | Noêmia                       |
| Cláudio Correia e Castro | Agostino                     |
| Dan Stulbach             | André                        |
| Charles Myara            | Ênio                         |
| Eduardo Mancini          | Amadeu                       |
| Olivetti Herrera         | Paulo                        |
| Elias Gleizer            | João Alfaiate                |
| Massimo Ciavarro         | Luigi                        |
| Zilka Salaberry          | Vizinha de Rosa              |
| José Lewgoy              | Padre Romão                  |
| Débora Oliveiri          | Mira, operária amiga de Nina |

## Produção
A novela traça um painel social do estado de São Paulo, onde os imigrantes tiveram participação ativa no processo de industrialização e na formação do movimento operário. Dados do Memorial do Imigrante davam conta, na época de produção da novela, que cerca de 2,5 milhões de imigrantes, de aproximadamente 70 nacionalidades diferentes, entraram em São Paulo desde a segunda metade do século XIX até 1949. Como fez em outras novelas de sua autoria, Benedito Ruy Barbosa volta a retratar em Esperança a vida desses imigrantes. A novela foi pensada para ser uma continuação de Terra Nostra (1999), e seria batizada de Terra Nostra 2. Segundo Benedito Ruy Barbosa, porém, ele percebeu que não conseguiria dar continuidade às tramas desenvolvidas na novela anterior e propôs uma nova história, embora versando sobre o mesmo tema da imigração.

### Escolha do elenco
Rodrigo Santoro e Marcello Antony foram convidados para interpretar Samuel, porém recusaram e o papel ficou para o cantor Paulo Ricardo, que desejava estrear como ator, entrando na trama em 19 de novembro de 2002. Esperança foi a última telenovela da atriz Zilka Salaberry e do ator José Lewgoy: Zilka faleceu no dia 10 de março de 2005 e José no dia 10 de fevereiro de 2003.

### Gravações
As gravações da novela começaram em abril de 2002 e tiveram como cenário a pequena cidade italiana Civita di Bagnoregio, localizada a 105 km de Roma, no norte da Itália.

### Troca de autoria
Esperança sofreu atrasos na entrega de capítulos, levando à gravação de cenas na véspera ou até mesmo no dia de sua exibição. Para resolver essa situação, a Globo propôs ao Benedito Ruy Barbosa que dividisse os textos com outro autor. Como o autor não aceitou, a Globo nomeou Walcyr Carrasco para assumir a autoria da trama, a partir do capítulo 148, passando a contar com a colaboração de Thelma Guedes. A história ganhou novos desdobramentos e personagens até sua conclusão em fevereiro de 2003.

### Participações
Gianfrancesco Guarnieri fez uma breve participação na história como Pellegrini, amigo do escultor Agostino (Cláudio Correia e Castro), que aceita se passar por padre para realizar o falso casamento de Toni e Camilli. Ansioso por ver o pupilo italiano casado com a judia, Agostino inventa um casamento de mentira em seu ateliê, à revelia dos namorados. As informações sobre a trama, o momento histórico e a produção da novela foram utilizados para a edição de um livro, lançado pela Editora Globo, com o nome "A década de 1930 através da novela Esperança".

### Incidentes
Ana Paula Arósio e Reynaldo Gianecchini conferiram tanto realismo a uma cena de discussão do casal Camilli e Toni que ambos se feriram durante a gravação. Ana Paula torceu o tornozelo direito, e o ator teve dentes quebrados quando Camilli, em um acesso de fúria, destrói a estátua feita por Toni ao ouvir o marido se declarar à obra, chamando-a de Maria. Gianecchini teve de se submeter a uma restauração dentária e só voltou às gravações três dias após o acidente.
Em 17 de agosto, o ator e cantor Gilbert, que interpretava Ezequiel passou mal durante as gravações e foi levado ao hospital. O ator sofreu forte emoção durante a gravação de uma cena que lhe deixou impactado.
O ator Nuno Lopes também sofreu um acidente na praia, quando uma prancha lhe atingiu na perna. Apesar do incidente, o ator não precisou se afastar das gravações.
Em 27 de agosto, o ator Luís de Lima, intérprete de Antonio, pai de José Manoel (Nuno Lopes), morreu durante a novela. O ator já se encontrava internado há mais de 1 mês. Para dar continuidade dramática ao romance de José Manoel com Nina (Maria Fernanda Cândido), que não era aceita pela família do rapaz, Beatriz Segall entrou na trama. Ela foi escalada para viver Antonia, a mãe do português.
Em 21 de janeiro de 2003, Ana Paula Arósio deixou a novela devido a problemas de saúde. Voltou a tempo de concluir suas cenas.

## Exibição
Esperança não atingiu os índices de audiência desejados pela emissora, mas fez sucesso no exterior, sendo exibida em países como Uzbequistão e Rússia, entre outros. A novela foi renomeada para Terra Speranza em uma tentativa de alavancar a venda para emissoras hispânicas. O nome é uma alusão a Terra Nostra, de Benedito Ruy Barbosa, um dos maiores sucessos da TV Globo no mercado internacional. Rebatizada de "Terra Nostra 2 - La Speranza", Esperança foi exibida na Itália no canal Rete 4. A novela fez sucesso em Israel, no horário nobre, indo ao ar no canal HOT 3 da TV a cabo, com o título de Terra esperança traduzido para o hebraico – a exibição do casamento judaico de Camille e Toni fez uma das maiores audiências já registradas no país.

### Outras mídias
Em 22 de maio de 2023, foi disponibilizada na íntegra pelo Globoplay, como parte do Projeto Resgate.

## Recepção
A trama foi parodiada pelo Casseta & Planeta, Urgente! como faz com todas as novelas do horário nobre da emissora como Semelhança. O título seria Terra Nostra 2, mas a pedido do autor Benedito Ruy Barbosa, o título acabou não indo ao ar. A sátira Semelhança também não agradou ao autor.
A trama foi a primeira do horário a ser ameaçada de ser classificada para 16 anos, pois houve, no primeiro capítulo, uma cena onde Priscila Fantin deixou os seios de fora. O Ministério da Justiça recebeu diversas denúncias de telespectadores.

### Audiência
O primeiro capítulo teve uma média de 47 pontos, mesmo índice da sua antecessora O Clone.
O último capítulo marcou 52 pontos, inferior a sua antecessora, O Clone, que teve 61 pontos. a trama ficou com a segunda menor audiência de um último capítulo do horário até então, superada pela novela O Dono do Mundo, que obteve 51 pontos no capítulo final. Sua média geral foi de 38 pontos. Segunda menor audiência do horário da década de 2000, sendo superada apenas por Viver a Vida, que atingiu 36 de média geral.

## Prêmios e indicações
| Ano  | Prêmio                             | Categoria                             | Indicado                               | Resultado | Ref.   |
| ---- | ---------------------------------- | ------------------------------------- | -------------------------------------- | --------- | ------ |
| 2002 | Prêmio Arte Qualidade Brasil - RJ  | Melhor Ator Revelação de Telenovela   | Ranieri Gonzalez                       | Venceu    | [ 25 ] |
| 2002 | Prêmio Arte Qualidade Brasil - RJ  | Melhor Diretor de Telenovela          | Luiz Fernando Carvalho                 | Venceu    | [ 25 ] |
| 2002 | Prêmio Arte Qualidade Brasil - SP  | Melhor Telenovela                     | Melhor Telenovela                      | Venceu    | [ 25 ] |
| 2002 | Prêmio Arte Qualidade Brasil - SP  | Melhor Autor                          | Benedito Ruy Barbosa                   | Venceu    | [ 25 ] |
| 2002 | Prêmio Arte Qualidade Brasil - SP  | Melhor Ator em Telenovela             | Raul Cortez                            | Venceu    | [ 25 ] |
| 2002 | Prêmio Arte Qualidade Brasil - SP  | Melhor Atriz em Telenovela            | Priscila Fantin                        | Venceu    | [ 25 ] |
| 2002 | Prêmio Arte Qualidade Brasil - SP  | Melhor Ator Coadjuvante em Telenovela | Othon Bastos                           | Venceu    | [ 25 ] |
| 2002 | Prêmio Arte Qualidade Brasil - SP  | Melhor Ator Revelação                 | Ranieri Gonzalez                       | Venceu    | [ 25 ] |
| 2002 | Prêmio Arte Qualidade Brasil - SP  | Melhor Atriz Revelação                | Gisele Itié                            | Venceu    | [ 25 ] |
| 2002 | Prêmio Arte Qualidade Brasil - SP  | Melhor Direção em Telenovela          | Luiz Fernando Carvalho                 | Venceu    | [ 25 ] |
| 2002 | Prêmio Extra de Televisão          | Melhor Ator Revelação                 | Nuno Lopes                             | Venceu    |        |
| 2003 | Prêmio Austregésilo de Athayde     | Melhor Atriz                          | Maria Fernanda Cândido                 | Venceu    | [ 26 ] |
| 2003 | Prêmio Austregésilo de Athayde     | Melhor Ator Revelação                 | Emílio Orciollo Netto                  | Venceu    | [ 26 ] |
| 2003 | Troféu Imprensa                    | Melhor Telenovela                     | Melhor Telenovela                      | Indicado  | [ 27 ] |
| 2003 | Troféu Imprensa                    | Melhor Atriz                          | Ana Paula Arósio                       | Venceu    | [ 27 ] |
| 2003 | Troféu Imprensa                    | Melhor Atriz                          | Priscila Fantin                        | Indicado  | [ 27 ] |
| 2003 | Troféu Imprensa                    | Melhor Ator                           | Raul Cortez                            | Indicado  | [ 27 ] |
| 2003 | Troféu Imprensa                    | Melhor Ator                           | Reynaldo Gianecchini                   | Indicado  | [ 27 ] |
| 2003 | Troféu Internet                    | Melhor Ator                           | Raul Cortez                            | Venceu    | [ 28 ] |
| 2003 | Prêmio Master do Jornal dos Clubes | Melhor Ator                           | Reynaldo Gianecchini                   | Venceu    | [ 29 ] |
| 2003 | Prêmio Master do Jornal dos Clubes | Melhor Atriz                          | Simone Spoladore                       | Venceu    | [ 29 ] |
| 2003 | Prêmio Master do Jornal dos Clubes | Destaques do Ano                      | Priscila Fantin                        | Venceu    | [ 29 ] |
| 2003 | Prêmio Master do Jornal dos Clubes | Destaques do Ano                      | Emílio Orciollo Netto                  | Venceu    | [ 29 ] |
| 2003 | Prêmio Master do Jornal dos Clubes | Melhor Atriz Revelação                | Sheron Menezes                         | Venceu    | [ 29 ] |
| 2003 | Prêmio Master do Jornal dos Clubes | Melhor Atriz Revelação                | Araci Esteves                          | Venceu    | [ 29 ] |
| 2003 | Prêmio Master do Jornal dos Clubes | Melhor Ator Revelação                 | Ranieri Gonzalez                       | Venceu    | [ 29 ] |
| 2003 | Prêmio Master do Jornal dos Clubes | Melhor Ator Revelação                 | Nuno Lopes                             | Venceu    | [ 29 ] |
| 2003 | Prêmio Contigo! de TV              | Melhor Telenovela                     | Melhor Telenovela                      | Venceu    | [ 30 ] |
| 2003 | Prêmio Contigo! de TV              | Melhor Autor                          | Benedito Ruy Barbosa                   | Venceu    | [ 30 ] |
| 2003 | Prêmio Contigo! de TV              | Melhor Ator                           | Raul Cortez                            | Venceu    | [ 30 ] |
| 2003 | Prêmio Contigo! de TV              | Melhor Ator                           | Reynaldo Gianecchini                   | Indicado  | [ 30 ] |
| 2003 | Prêmio Contigo! de TV              | Melhor Atriz                          | Ana Paula Arósio                       | Indicado  | [ 30 ] |
| 2003 | Prêmio Contigo! de TV              | Melhor Atriz                          | Priscila Fantin                        | Venceu    | [ 30 ] |
| 2003 | Prêmio Contigo! de TV              | Melhor Atriz Coadjuvante              | Maria Fernanda Cândido                 | Venceu    | [ 30 ] |
| 2003 | Prêmio Contigo! de TV              | Melhor Ator Coadjuvante               | Emílio Orciollo Neto                   | Indicado  | [ 30 ] |
| 2003 | Prêmio Contigo! de TV              | Melhor Ator Coadjuvante               | Nuno Lopes                             | Indicado  | [ 30 ] |
| 2003 | Prêmio Contigo! de TV              | Melhor Vilão                          | Paulo Goulart                          | Venceu    | [ 30 ] |
| 2003 | Prêmio Contigo! de TV              | Melhor Vilã                           | Ana Paula Arósio                       | Indicado  | [ 30 ] |
| 2003 | Prêmio Contigo! de TV              | Melhor Vilã                           | Lúcia Verissimo                        | Indicado  | [ 30 ] |
| 2003 | Prêmio Contigo! de TV              | Melhor Ator Cômico                    | Marcos Palmeira                        | Indicado  | [ 30 ] |
| 2003 | Prêmio Contigo! de TV              | Melhor Atriz Cômica                   | Mareliz Rodrigues                      | Indicado  | [ 30 ] |
| 2003 | Prêmio Contigo! de TV              | Melhor Atriz Revelação                | Gisele Itié                            | Venceu    | [ 30 ] |
| 2003 | Prêmio Contigo! de TV              | Melhor Ator Revelação                 | Ranieri Gonzalez                       | Indicado  | [ 30 ] |
| 2003 | Prêmio Contigo! de TV              | Melhor Par Romântico                  | Priscila Fantin e Reynaldo Gianecchini | Venceu    | [ 30 ] |
| 2003 | Prêmio Contigo! de TV              | Melhor Direção em Telenovela          | Luiz Fernando Carvalho                 | Indicado  | [ 30 ] |
| 2003 | Prêmio Contigo! de TV              | Melhor Música de Abertura             | Laura Pausini                          | Venceu    | [ 30 ] |
| 2003 | Prêmio Contigo! de TV              | Melhor Figurino                       | Beth Filipecki                         | Venceu    | [ 30 ] |
| 2003 | Prêmio Contigo! de TV              | Melhor Maquiagem                      | Marlene Moura                          | Indicado  | [ 30 ] |
| 2003 | Prêmio Contigo! de TV              | Melhor Cenário de Novela              | —                                      | Venceu    | [ 30 ] |

## Músicas

### Nacional
Capa: Priscila Fantin
1. "Esperança" – Gilbert, Laura Pausini, Alejandro Sanz, e Fama Coral (tema de abertura)
2. "Eu e o Sabiá" – Chitãozinho e Xororó (tema de Beatriz e Marcello)
3. "Vem Sonhar (Parlami D'Amore, Mariù)" – Leonardo (tema de Maria e Toni)
4. "Onde Está o Meu Amor?" – RPM (tema de Nina e João Manuel)
5. "Milagreiro" – Djavan (part. esp.: Cássia Eller) (tema de Toni)
6. "Muito Amor" – Fagner (tema de Justine e Marcos)
7. "Viola Quebrada" – Pena Branca e Xavantinho (tema geral)
8. "Novamente" – Clara Becker (tema de Beatriz)
9. "Notícias" – Marina Lima (tema de Francisca e Farina)
10. "Templo" – Chico César (tema de Julia e Zangão)
11. "Onde Ir" – Vanessa da Mata (tema de Caterina)
12. "O Cio da Terra" – Chico Buarque e Milton Nascimento (tema geral)
13. "Bicho do Mato" – Arleno Farias (tema geral)
14. "O Que Foi Feito Deverá" – Elis Regina (tema de Nina)
15. "Esperança" – Fama Coral (tema de abertura)
16. "Cuitelinho" – Nara Leão (tema de Caterina)

Observação: A Faixa "Cuitelinho - Nara Leão" foi incluída no cd a partir da segunda tiragem. Foi também alterada a gravação da faixa 15 "Esperança" – Fama Coral": na primeira tiragem a canção era interpretada em uníssono pelo coral e na nova gravação algumas partes das estrofes eram soladas por diferentes cantores do coral.
O álbum trazia também uma "Faixa Interativa" acessada apenas em computadores contendo Sinopse, Fotos, Protetor de Tela, um vídeo-trailer da novela com a faixa "Esperança" – Gilbert, Laura Pausini, Alejandro Sanz, e Fama Coral". Ainda tinha como música de ambiente a faixa "Le stagioni dell' amore - John Neschlling & Ilan Rechtman". A canção "Ciranda de Adulto" – Renato Teixeira (tema de Caterina e Maurício) foi executada na trama, porém, não foi incluída em nenhuma tiragem da trilha nacional. Também foram executadas mais canções: "Moço boiadeiro", de Tico Siqueira e "Pagode", de Tião Carreiro & Pardinho, além de gravações especiais de "Cangoma me chamou", canção de Clementina de Jesus e "Va pensiero", da ópera de Giuseppe Verdi, também executada em O Rei do Gado, de 1996, do mesmo autor. 

### Internacional
Capa: Nuno Lopes
1. "J'Attendais" – Celine Dion (tema de Justine)
2. "Ti Amo" – Sergio Endrigo (tema de Toni)
3. "Tu" – Sarah Brightman (tema de Maria)
4. "Yolanda" – Chico Buarque e Pablo Milanés (tema de Francisca e Martino)
5. "Cuando Nadie Me Ve" – Alejandro Sanz (tema de Justine e Marcos)
6. "L'Abitudine" – Andrea Bocelli e Helena (tema de Silvia)
7. "Adeus… E Nem Voltei" – Madredeus (tema de José Manuel)
8. "Core 'Ngratto" – Roberto Murolo ( tema de Genaro)
9. "Seamisai" – Laura Pausini (tema de Isabela)
10. "Parlame D'Amore Mariù" – Leonardo (tema de Maria e Toni)
11. "La Música È Finita" – Ornella Vanoni
12. "Amore Perduto" – José Carreras
13. "Il Mondo" – Jimmy Fontana (tema de Toni)
14. "Passa e Va" – Mafalda Minnozzi (tema de Beatriz e Marcello)
15. "Marechiare" – Família Lima (tema de locação: São Paulo)
16. "Chimera" – Gianni Morandi (tema da pensão de dona Mariusa)
17. "Yerushalaim Shel Zahav" – Gilbert (tema de Camilli)
18. "Speranza" – Laura Pausini

### Instrumental
Capa: Logotipo da novela
1. "Caterina (Le Stagione Dell´Amore)"
2. "Melodía Espanhola"
3. "Genaro"
4. "Kleizmer"
5. "Fantasia Judaica-Cigana"
6. "Maria (Rosa)"
7. "Genaro 2"
8. "Italianos (Francisca)"
9. "Bicicleta"
10. "Luiza"
11. "Toni"
12. "Luiza 2"
13. "Eulália"
14. "Eulália 2 (Spanish Soft Guitar)"
15. "Maurício"
16. "Camille 1 (Ahava-Amada)"
17. "Beatriz"
18. "Genaro e Rosa (Romântico)"
19. "Romântico (Dolce Amaro)"
20. "Ahava (Camille 1)"
21. "Suspense"
22. "Camille 2"
23. "Oriental"
24. "Giuseppe"
25. "Nina"
26. "Cortiço (Música do Bairro Italiano)"
27. "Morte e Agonia"
28. "Guitarras (Guitarras Dramáticas)"
29. "Tarantella"
30. "Fantasia de Jerusalém de Ouro"